# Citharus linguatula
La linguattola (Citharus linguatula) è un pesce di mare della famiglia Citharidae.

## Distribuzione e habitat
Il suo areale comprende l'intero mar Mediterraneo e l'Oceano Atlantico orientale tra il Portogallo e le coste africane. È comune nei mari d'Italia.

Abita fondi molli, con una netta preferenza per i sedimenti a granulometria più sottile come i fanghi piuttosto che la sabbia. Si trova a profondità tra 5 e 300 m ma è comune soprattutto tra 20 e 150 m.

## Descrizione
Il primo carattere che salta all'occhio (oltre al caratteristico aspetto da pesce piatto) è il muso lungo ed appuntito con bocca grande, obliqua e con la mandibola che sporge visibilmente; all'estremità porta una piccola punta rivolta verso il basso. Gli occhi sono sul lato sinistro del corpo e sono molto vicini, il superiore è spostato leggermente in avanti. I denti sono robusti e ben visibili. Le squame sono grandi, caduche. La pinna dorsale è lunga, ha inizio all'altezza dell'occhio superiore ed arriva fino al peduncolo caudale, la pinna anale è opposta e più corta. Le pinne pari, di modeste dimensioni, sono asimmetriche: la pinna pettorale sinistra è più lunga della destra e la pinna ventrale sinistra è applicata più anteriormente della destra. La pinna caudale ha bordo posteriore convesso, con una piccola punta centrale.

Il colore del lato oculare è grigio sabbia, con una o due paia di macchie scure alla base delle pinne anale e dorsale, nella parte posteriore. Il lato cieco è depigmentato.

Misura fino a 25 cm.

## Alimentazione
Caccia crostacei e pesciolini.

## Biologia
Poco nota.

## Pesca
Si trova comunemente nel pescato delle reti a strascico ma non ha valore commerciale. Finisce spesso nel misto per la frittura di paranza.